# Discours sur l'origine et les fondements de l'inégalité parmi les hommes
 (novembre 2023).
Si vous disposez d'ouvrages ou d'articles de référence ou si vous connaissez des sites web de qualité traitant du thème abordé ici, merci de compléter l'article en donnant les références utiles à sa vérifiabilité et en les liant à la section « Notes et références ».
Le Discours sur l'origine et les fondements de l'inégalité parmi les hommes est un essai du philosophe genevois Jean-Jacques Rousseau publié en 1755. 
Avec Du contrat social, il s'agit d'un des ouvrages centraux de la pensée politique de l'auteur. Rousseau y expose sa conception de l'état de nature, de la perfectibilité humaine et y présente la propriété privée comme source de toutes les inégalités. 
Le titre de l'œuvre se trouve parfois abrégé en De l'inégalité parmi les hommes ou Discours sur l'origine de l'inégalité dans certaines éditions.

## Contexte
Cet essai philosophique fut commencé en 1753 et publié en 1755, en réponse à un sujet de concours de l'Académie de Dijon intitulé : « Quelle est l'origine de l'inégalité parmi les hommes, et si elle est autorisée par la loi naturelle ? »
Sa participation à ce concours est dans la continuité du Discours sur les sciences et les arts pour lequel il avait été primé en 1750 par cette même académie.
Mais cette fois-ci, il fut autrement critiqué, notamment par Voltaire dans une lettre datée du 30 août 1755 dans laquelle il écrit : « J'ai reçu, Monsieur, votre nouveau livre contre le genre humain […] On n'a jamais employé tant d'esprit à vouloir nous rendre bêtes ... Il prend envie de marcher à quatre pattes quand on lit votre ouvrage. ».
C'était précisément ne pas comprendre l'entreprise de Rousseau et le statut nouveau qu'une telle entreprise fait porter à la fiction théorique d'un « état de nature », dont la vocation est de permettre la critique sociale en séparant la question de l'origine (en fait) de l'inégalité, de celle de son fondement ou plus précisément de son absence de fondement (en droit), tout en ouvrant l'espace d'une distinction explorée plus tard dans le Contrat social entre réalité du pouvoir et autorité légitime.
Ce discours a valu à Rousseau une condamnation religieuse de l'Église catholique, qui lui reprochait de nier le péché originel et d'adhérer au pélagianisme.

## Présentation
Le Discours sur l'origine de l'inégalité parmi les hommes est un essai philosophique d'une centaine de pages environ, richement annoté par l'auteur.
Il est accompagné, dans beaucoup d'éditions récentes, d'un virulent échange entre Voltaire et Rousseau où le premier fustige la vision optimiste de la nature humaine du second, ainsi que sa vision de l'homme en société.
Le texte, enfin, est amené par la question de l'Académie de Dijon : « Quelle est l'origine de l'inégalité  parmi les hommes et si elle est autorisée par la loi naturelle ? », sur laquelle repose l'essai entier.

### Dédicace
L'essai est précédé par une dédicace qui consiste en une lettre de louanges adressée à la république de Genève  datée  du 12 juin 1754. Dans cette dédicace, Rousseau affirme que la république de Genève est le meilleur État possible :
d'abord parce qu'il est d'une taille modérée : tous les citoyens se connaissent, ce qui favorise des mœurs vertueuses.
C'est ensuite parce qu'il s'agit d'un État démocratique "sagement tempéré", dans lequel les rapports entre les magistrats et le peuple sont régis par un respect mutuel.
C'est enfin et surtout parce que c'est un État régi par des lois, et où personne n'est au-dessus des lois, ce qui assure la liberté de tous : 

« où cessent la vigueur des lois et l'autorité de leurs défenseurs il ne peut y avoir ni sûreté ni liberté pour personne. »

### Préface
Dans la préface, Rousseau précise l'objet de son  enquête : « la société ne montre que la violence des hommes puissants et l'oppression des faibles ». D'où vient cette inégalité révoltante ? Est-elle inscrite dans la nature de l'homme ? Pour répondre à cette question, il faudrait pouvoir étudier cette nature humaine, remonter à l'état primitif  de l'homme. Malheureusement, connaître  cet état "qui n'existe plus, qui n'a peut-être point existé,  qui probablement n'existera jamais" est une chose difficile, car la vie en société a profondément transformé les hommes.
L'homme primitif n'avait dans son âme que deux principes de base : se conserver soi-même et éviter de faire souffrir les autres. Il était donc soumis à une "loi naturelle" toute simple qui est étouffée dans l'homme actuel.
Il faut donc étudier "sérieusement" cette nature humaine originelle et cerner les modifications qu'elle a subies dans les gouvernements qui se sont succédé au cours des temps.

### Première partie
Dans l'introduction, Rousseau distingue deux sortes d'inégalités : les inégalités naturelles et les inégalités « morales ou politiques », c'est-à-dire les privilèges établis par des conventions. Il écarte d'emblée la thèse selon laquelle les secondes découleraient des premières car les riches et les puissants ne sont pas nécessairement les plus forts ou les meilleurs. Pour comprendre l'origine de ces conventions, il faut donc chercher l'origine des premières sociétés politiques. Ici, Rousseau critique les philosophes qui ont pensé qu'elles avaient leurs racines dans l'état de nature.
Dans cette première partie, il décrit au contraire cet état de nature comme le déroulement de la vie physique, animale, d'un homme primitif solitaire n'ayant aucun besoin ni aucune possibilité de créer des sociétés politiques.
La thèse de Rousseau est donc que l'homme n'est pas naturellement un être sociable. Comment comprendre alors cette déclaration dans Émile ou de l'éducation  : « L'homme est sociable par sa nature, ou du moins fait pour le devenir » ? Selon Jean-Luc Guichet, c'est la notion de liberté qui fait comprendre la position rousseauiste. L'homme est libre ; il n'a pas d'instinct qu'il ne pourrait contourner, contrairement à l'animal. Il peut donc observer et imiter les autres animaux et les autres hommes. Ainsi se développera progressivement sa « perfectibilité », qui est l'autre caractéristique de l'homme naturel vu sous l'angle « métaphysique », et cela rendra possible et même inévitable l'apparition des premiers liens sociaux. La sociabilité humaine n'est donc pas un instinct ou un trait naturel, mais le résultat d'« une sorte de fatalité » due au fait qu'il est libre.
La fin de cette première partie est consacrée à la description morale de cet homme de la nature. Les notions de bien et de mal ne s'appliquent pas à la vie de cet homme solitaire qui ne songe qu'à se conserver lui-même :« ils ne pouvaient être ni bons ni méchants ». Cependant, cet instinct de conservation est « modéré » par la pitié, sentiment qui nous fait éprouver de la répugnance à faire souffrir autrui. Or, c'est ce sentiment de pitié qui sera le socle de la future morale de l'homme devenu social.

### Deuxième partie
La deuxième partie s'ouvre sur la phrase : 
« Le premier qui, ayant enclos un terrain, s'avisa de dire « Ceci est à moi », et trouva des gens assez simples pour le croire, fut le vrai fondateur de la société civile. »
Rousseau pose ainsi une critique de la propriété qui anticipe de près d'un siècle la formule de Proudhon « la propriété c'est le vol » formulée dans son ouvrage Qu'est-ce que la propriété ?. Pour Rousseau, la propriété est le résultat de l'invention de la métallurgie et de l'agriculture : ces deux "arts" ont accru la richesse des premières sociétés dont la naissance est décrite dans le début de cette deuxième partie et dont Rousseau dit qu'elles étaient l'état "le meilleur à l'homme", celui dans lequel « ils vécurent libres, sains, bons et heureux autant qu'ils pouvaient l'être par leur nature ».
À partir du moment où l'homme cultive la terre, se pose la question du partage des terres : de la simple prise de possession par le travail, on passe à la reconnaissance de la propriété qui implique alors les premières règles de justice. Cependant, cette apparition de la richesse va déchaîner les passions liées à l'amour-propre, le désir d'obtenir toujours plus de richesses pour se placer au-dessus des autres ; Rousseau dresse ainsi un tableau sombre des hommes emplis par la cupidité, l'ambition, la soif de dominer leur prochain. 
C'est là que prend place cet état de violence, de « guerre de tous contre tous » que Hobbes affirmait consubstantiel à la nature de l'homme, alors que Rousseau en attribue le résultat à la vie en société.
Selon lui, c'est pour sortir de cette violence généralisée que va être mise en place la "société civile", c'est-à-dire l’État avec un pouvoir politique légitime placé au-dessus de la société. Cependant, Rousseau précise que ce sont les plus riches qui sont à l'initiative de cette entreprise, car ils sont ceux qui ont le plus à perdre. Ainsi, le nouvel ordre social est intrinsèquement lié à l'établissement de l'inégalité. Friedrich Engels ira dans le même sens lorsqu'il définira au siècle suivant l’État comme « l'Etat de la classe la plus puissante, de celle qui domine au point de vue économique et qui grâce à lui devient aussi classe politiquement dominante ».
Dans la fin de cette deuxième partie, Rousseau affirme que cette liaison du politique et des inégalités constitue un vice fondamental qui mine le corps social à tous les niveaux, ainsi qu'un germe de corruption des institutions qui finira par engendrer le despotisme. Ce despotisme est présenté comme un nouvel état de nature dans lequel il n'y a plus que la loi du plus fort, « jusqu'à ce que de nouvelles révolutions dissolvent tout à  fait le gouvernement, ou le rapprochent de l'institution légitime », institution légitime dont Rousseau tracera le plan notamment dans Du contrat social.
Ainsi que le notent Graeber et Wengrow, Rousseau intègre dans le texte du Discours à la fois des éléments de la critique autochtone de la société européenne — telle qu'énoncée par le personnage du Sauvage chez Lahontan —, des échos du récit biblique de la Chute et des éléments proches des stades de l'évolution des sociétés proposés par Turgot en 1750 dans son Tableau philosophique des progrès successifs de l’esprit humain. Cependant, tout en acceptant la critique autochtone, il ne peut pas envisager que la société soit basée sur autre chose que la propriété privée.

## Postérité
Le Discours a eu une grande postérité philosophique et politique. Le deuxième président des États-Unis John Adams a été un lecteur assidu de Rousseau et du Discours, s'intéressant particulièrement à la description faite par Rousseau du cœur du civilisé. Il a notamment écrit sur le sujet que celle-ci était « trop noire et trop horrible pour être transcrite ». 
Selon François-René de Chateaubriand, Napoléon Ier est également un lecteur du Discours, notamment lors de ses dernières années à Sainte-Hélène. Il aurait écrit à son sujet : « Je ne crois pas cela ; je ne crois rien de cela ».
En Asie, l’œuvre a été partiellement traduite en japonais dès 1883 sous le titre "Sur l'inégalité" (Fubyôdôron), par un élève de Nakae Chômin.